# Statens bränslekommission
Statens bränslekommission var en av de svenska kristidskommissioner som inrättades under första och andra världskriget.

## Första världskriget
Under hösten 1915 började stora svårigheter att förse Sverige med bränsle att uppenbara sig. Stenkol började bli en bristvara och vedpriserna ökade alltmer, och för efter larmsignaler från Statens livsmedelskommission vid tog man åtgärder för möjliggöra att erhålla ved från Kronans skogar för rimligt pris. Våren 1916 blev vedbristen än mer kännbar, och Statens livsmedelskommission upprättade då en vedbyrå för att fördela statsskogarnas ved, samt köpa och sälja ved för att trygga vedbehovet i Sverige. Samtidigt fanns en kolbyrå i Statens handelskommission för att trygga tillgången på kol och en torvkommitté för att säkra och stimulera tillgången på torv. Industrikommssionen handhade frågor bränslebristen och även en särskild bränslebesparingsbyrå.
I augusti 1916 inrättades Statens bränslekommission för att pröva ansökningar om dispens från förbudet att använda ved som bränsle i industrianläggningar, kommunikationsinrättningar och vissa allmänna verk. Först 16 april 1917 inrättades vad som först kom att kallas 1917 års bränslekommission, förkortat B. K., med uppgift att sörja för såväl industrin, transportsystemet som hushållens bränslebehov. Det stora problemet visade sig inte att få fram skog, utan att få tag på tillräckligt med arbetskraft för att avverka skogen. Frågan om civil tjänsteplikt övervägdes men godkändes inte i riksdagen. I stället lyckades man genom att betydligt höja lönerna få fram tillräckligt med arbetskraft.
Kommissionen lade beslag på vissa skogsområden över hela landet vilka med hänsyn till transportförhållandena ansågs ligga bäst till. Den bränslekvantitet som skulle avverkas där bestämdes till vad som motsvarade den årliga tillväxten för hela landet. Den avverkade veden betalades enligt taxa, uppgjord av en riksvärderingsnämnd och efter liberala beräkningsgrunder. De löner som kommissionen betalade för vedhuggningen var betydligt högre än de vanliga. Men detta ansågs nödvändigt för att få arbetena i gång och bedrivna med den fart som behövdes under så trängande förhållanden. På hösten 1917 var en uppemot 60 000 man helt eller delvis i arbete för kommissionens räkning. För att ingenting skulle förfaras av det nu så särskilt värdefulla bränslet, anskaffade kommissionen stora maskiner som tillverkade så kallat ristugg av grenar och ris, stubbrytningsmaskiner och en del andra apparater som var mycket dyra att anskaffa och hålla i gång.
För transport av den behövliga veden till Stockholm, Göteborg och andra större konsumtionsorter samt till det skogfattiga Skåne användes till stor del förhyrda eller  ångbåtar och pråmar som kommissionen köpt in.
Under loppet av 1918 minskade vedbristen och i november samma år beslutades att den statliga regleringen av bränsleförbrukningen skulle upphöra vid nyåret 1920. Avvecklingen av Bränslekommissionens affärer drog dock ut på tiden och var 1930 ännu inte avslutade.

## Andra världskriget
Statens bränslekommission tillkom 1940 som en del av den svenska kristidsfövaltningen på sammanlagt omkring 5.000 anställda enligt en instruktion den 14 juni 1940 under folkhushållningsdepartementet, som under krigsåren leddes av Herman Eriksson respektive 1941–47 under  Axel Gjöres. Ordförande var jägmästaren och landshövdingen Erik Lundh och vice ordförande Karl-Gustaf Ljungdahl, vd för Ångpanneföreningen från 1939. Ljungdahl övertog efter andra världskrigets slut ordförandeposten.
Statens bränslekommission upphörde i början av 1950-talet.